# دوبرین (بلغارستان)
دوبرین (به بلغاری: Dobrin) یک منطقهٔ مسکونی در بلغارستان است که در شهرستان کروشاری واقع شده‌است.